# 73. ceremonia wręczenia nagród Brytyjskiej Akademii Filmowej
73. ceremonia wręczenia nagród Brytyjskiej Akademii Filmowej za rok 2019, odbyła się 2 lutego 2020 roku w Royal Albert Hall w Londynie. Galę prowadził Graham Norton.
Nominowani zostali ogłoszeni 7 stycznia 2020 roku, a prezentacji dokonali aktorzy Ella Balinska i Asa Butterfield.
Po raz pierwszy została wręczona nagroda w kategorii "Najlepszy casting".
Najwięcej nominacji (jedenaście) otrzymał film Joker. Dziesięć nominacji otrzymały filmy Pewnego razu... w Hollywood i Irlandczyk.
Dziewięć nominacji otrzymał film 1917. Sześć nominacji otrzymał film Jojo Rabbit.
Najwięcej nagród (siedem) otrzymał film 1917.

## Laureaci i nominowani

### Najlepszy film
- Pippa Harris, Callum McDougall, Sam Mendes i Jayne-Ann Tenggren – 1917
  - Robert De Niro, Jane Rosenthal, Martin Scorsese i Emma Tillinger Koskoff – Irlandczyk
  - Bradley Cooper, Todd Phillips i Emma Tillinger Koskoff – Joker
  - David Heyman, Shannon McIntosh i Quentin Tarantino – Pewnego razu... w Hollywood
  - Bong Joon-ho i Kwak Sin-ae – Parasite

### Najlepszy brytyjski film
(Nagroda im. Alexandra Kordy)
- Pippa Harris, Callum McDougall, Sam Mendes i Jayne-Ann Tenggren – 1917
  - Mark Jenkin, Kate Byers i Linn Waite – Przynęta(inne języki)
  - Waad Al-Kateab i Edward Watts – Dla Samy
  - Dexter Fletcher, Adam Bohling, David Furnish, David Reid, Matthew Vaughn i Lee Hall – Rocketman
  - Ken Loach, Rebecca O’Brien i Paul Laverty – Nie ma nas w domu(inne języki)
  - Fernando Meirelles, Jonathan Eirich, Dan Lin, Tracey Seaward i Anthony McCarten – Dwóch papieży

### Najlepszy film nieanglojęzyczny
- Bong Joon-ho i Kwak Sin-ae – Parasite
  - Lulu Wang i Daniele Melia – Kłamstewko
  - Waad Al-Kateab i Edward Watts – Dla Samy
  - Pedro Almodóvar i Agustín Almodóvar – Ból i blask
  - Céline Sciamma i Bénédicte Couvreur – Portret kobiety w ogniu

### Najlepsza reżyseria
- Sam Mendes – 1917
  - Bong Joon-ho – Parasite
  - Todd Phillips – Joker
  - Martin Scorsese – Irlandczyk
  - Quentin Tarantino – Pewnego razu... w Hollywood

### Najlepszy scenariusz adaptowany
- Taika Waititi – Jojo Rabbit
  - Anthony McCarten – Dwóch papieży
  - Greta Gerwig – Małe kobietki
  - Todd Phillips i Scott Silver(inne języki) – Joker
  - Steven Zaillian – Irlandczyk

### Najlepszy scenariusz oryginalny
- Bong Joon-ho i Han Jin-won – Parasite
  - Noah Baumbach – Historia małżeńska
  - Susanna Fogel, Emily Halpern, Sarah Haskins i Katie Silberman – Szkoła melanżu(inne języki)
  - Rian Johnson – Na noże
  - Quentin Tarantino – Pewnego razu... w Hollywood

### Najlepszy aktor pierwszoplanowy
- Joaquin Phoenix – Joker jako Arthur Fleck / Joker
  - Leonardo DiCaprio – Pewnego razu... w Hollywood jako Rick Dalton
  - Adam Driver – Historia małżeńska jako Charlie Barber
  - Taron Egerton – Rocketman jako Elton John
  - Jonathan Pryce – Dwóch papieży jako kardynał Bergoglio

### Najlepsza aktorka pierwszoplanowa
- Renée Zellweger – Judy jako Judy Garland
  - Jessie Buckley – Siła marzeń(inne języki) jako Rose-Lynn Harlan
  - Scarlett Johansson – Historia małżeńska jako Nicole Barber
  - Saoirse Ronan – Małe kobietki jako Josephine „Jo” March
  - Charlize Theron – Gorący temat jako Megyn Kelly

### Najlepszy aktor drugoplanowy
- Brad Pitt – Pewnego razu... w Hollywood jako Cliff Booth
  - Tom Hanks – Cóż za piękny dzień jako Fred Rogers
  - Anthony Hopkins – Dwóch papieży jako Benedykt XVI
  - Al Pacino – Irlandczyk jako Jimmy Hoffa
  - Joe Pesci – Irlandczyk jako Russell Bufalino(inne języki)

### Najlepsza aktorka drugoplanowa
- Laura Dern – Historia małżeńska jako Nora Fanshaw
  - Scarlett Johansson – Jojo Rabbit jako Rosie Betzler
  - Florence Pugh – Małe kobietki jako Amy March
  - Margot Robbie – Pewnego razu... w Hollywood jako Sharon Tate
  - Margot Robbie – Gorący temat jako Kayla Pospisil

### Najlepsza muzyka
(Nagroda im. Anthony’ego Asquitha)
- Hildur Guðnadóttir – Joker
  - Thomas Newman – 1917
  - Michael Giacchino – Jojo Rabbit
  - Alexandre Desplat – Małe kobietki
  - John Williams – Gwiezdne wojny: Skywalker. Odrodzenie

### Najlepsze zdjęcia
- Roger Deakins – 1917
  - Rodrigo Prieto – Irlandczyk
  - Lawrence Sher – Joker
  - Phedon Papamichael – Le Mans ’66
  - Jarin Blaschke – Lighthouse

### Najlepszy montaż
- Michael McCusker i Andrew Buckland – Le Mans ’66
  - Thelma Schoonmaker – Irlandczyk
  - Tom Eagles – Jojo Rabbit
  - Jeff Groth – Joker
  - Fred Raskin – Pewnego razu... w Hollywood

### Najlepsza scenografia
- 1917 – scenografia: Dennis Gassner; dekoracja wnętrz: Lee Sandales
  - Irlandczyk – scenografia: Bob Shaw; dekoracja wnętrz: Regina Graves
  - Jojo Rabbit – scenografia: Ra Vincent; dekoracja wnętrz: Nora Sopková
  - Joker – scenografia: Mark Friedberg; dekoracja wnętrz: Kris Moran
  - Pewnego razu... w Hollywood – scenografia: Barbara Ling; dekoracja wnętrz: Nancy Haigh

### Najlepsze kostiumy
- Jacqueline Durran – Małe kobietki
  - Christopher Peterson i Sandy Powell – Irlandczyk
  - Mayes C. Rubeo – Jojo Rabbit
  - Jamy Temime – Judy
  - Arianne Phillips – Pewnego razu... w Hollywood

### Najlepsza charakteryzacja i fryzury
- Vivian Baker, Kazu Hiro i Anne Morgan – Gorący temat
  - Naomi Donne – 1917
  - Kay Georgiou i Nicki Ledermann – Joker
  - Jeremy Woodhead – Judy
  - Lizzie Yianni Georgiou – Rocketman

### Najlepszy dźwięk
- Scott Millan, Oliver Tarney, Rachael Tate, Mark Taylor i Stuart Wilson – 1917
  - Todd Maitland, Alan Robert Murray, Tom Ozanich i Dean Zupancic – Joker
  - David Giammarco, Paul Massey, Steven A. Morrow i Donald Sylvester – Le Mans ’66
  - Matthew Collinge, John Hayes, Mike Prestwood Smith i Danny Sheehan – Rocketman
  - David Acord, Andy Nelson, Christopher Scarabosio, Stuart Wilson i Matthew Wood – Gwiezdne wojny: Skywalker. Odrodzenie

### Najlepsze efekty specjalne
- Greg Butler, Guillaume Rocheron i Dominic Tuohy – 1917
  - Dan DeLeeuw i Dan Sudick – Avengers: Koniec gry
  - Leandro Estebecorena, Stephane Grabli i Pablo Helman – Irlandczyk
  - Andrew R. Jones, Robert Legato, Elliot Newman i Adam Valdez – Król lew
  - Roger Guyett, Paul Kavanagh, Neal Scanlan i Dominic Tuohy – Gwiezdne wojny: Skywalker. Odrodzenie

### Najlepszy film animowany
- Sergio Pablos i Jinko Gotoh – Klaus
  - Chris Buck, Jennifer Lee i Peter Del Vecho – Kraina lodu 2
  - Will Becher, Richard Phelan i Paul Kewley – Baranek Shaun Film: Farmageddon
  - Josh Cooley i Mark Nielsen – Toy Story 4

### Najlepszy krótkometrażowy film animowany
- Grandad Was a Romantic – Maryam Mohajer
  - In Her Boots – Kathrin Steinbacher
  - The Magic Boat – Naaman Azhari i Lilia Laurel

### Najlepszy film krótkometrażowy
- Learning to Skate In a Warzone (If You're a Girl) – Carol Dysinger i Elena Andreicheva
  - Azaar – Myriam Raja i Nathanael Baring
  - Goldfish – Hector Dockrill, Harri Kamalanathan, Benedict Turnbull i Laura Dockrill
  - Kamali – Sasha Rainbow i Rosalind Croad
  - The Trap – Lena Headey i Anthony Fitzgerald

### Najlepszy film dokumentalny
- Dla Samy – Waad Al-Kateab i Edward Watts
  - Amerykańska fabryka – Steven Bognar i Julia Reichert
  - Apollo 11 – Todd Douglas Miller
  - Diego Maradona – Asif Kapadia
  - Hakowanie świata – Karim Amer i Jehane Noujaim

### Najlepszy debiut brytyjskiego scenarzysty, reżysera lub producenta
(Nagroda im. Carla Foremana)
- Mark Jenkin (scenarzysta i reżyser) i Kate Byers, Lynn Waite (producenci) – Przynęta(inne języki)
  - Waad Al-Kateab (reżyserka i producentka) i Edward Watts (reżyser) – Dla Samy
  - Alex Holmes (reżyser) – Maiden
  - Harry Wootliff (scenarzysta i reżyser) – Tylko ty(inne języki)
  - Alvaro Delgado-Aparicio (scenarzysta i reżyser) – Mój ojciec(inne języki)

### Najlepszy casting
- Shayna Markowitz – Joker
  - Douglas Aibel i Francine Maisler – Historia małżeńska
  - Victoria Thomas – Pewnego razu... w Hollywood
  - Sarah Crowe – Magiczny świat Davida Copperfielda(inne języki)
  - Nina Gold – Dwóch papieży

### Nagroda dla wschodzącej gwiazdy
- Michael Ward
  - Awkwafina
  - Jack Lowden
  - Kaitlyn Dever
  - Kelvin Harrison Jr.

## Podsumowanie liczby nominacji
- 11 – Joker
- 10 – Irlandczyk i Pewnego razu... w Hollywood
- 9 – 1917
- 6 – Jojo Rabbit
- 5 – Dwóch papieży, Małe kobietki i Historia małżeńska
- 4 – Dla Samy, Parasite i Rocketman

## Podsumowanie liczby nagród
- 7 – 1917
- 3 – Joker
- 2 – Parasite